# Železná
Železná (deutsch Železna, 1939–1945 Eisendorf) ist eine Gemeinde in Tschechien. Sie liegt sechs Kilometer nördlich von Beroun und gehört zum Okres Beroun.

## Geographie
Železná liegt im Hügelland Křivoklátská vrchovina auf einem Höhenzug zwischen den Tälern der Berounka und Loděnice. In Železná entspringen die Bäche Farský potok und Přílepský potok. Nördlich erhebt sich die Hůrka (461 m), im Osten die Oburka (418 m), südlich der Malý Plešívec (446 m) und im Nordwesten die Kamenná (467 m). Durch Železná verläuft die Staatsstraße II/118 zwischen Beroun und Unhošť.
Nachbarorte sind Chyňava, Libečov und Nebuz im Norden, Chrbiny, Ptice, Kalousův Mlýn, Úhonice und Nenačovice im Nordosten, Malé Přílepy und Chrustenice im Osten, Loděnice, Na Lesích, Na Malé Vráži und Vráž im Südosten, Lhotka u Berouna und U Lhotky im Süden, Vápenice, V Libinách, Hýskov und Stradonice im Südwesten, Nižbor, Krkavčí Hora, Žlubinec und Dřevíč im Westen sowie Podřeže, Skalka, Luby, Zelená Bouda, Kouty und Běleč im Nordwesten.

## Geschichte

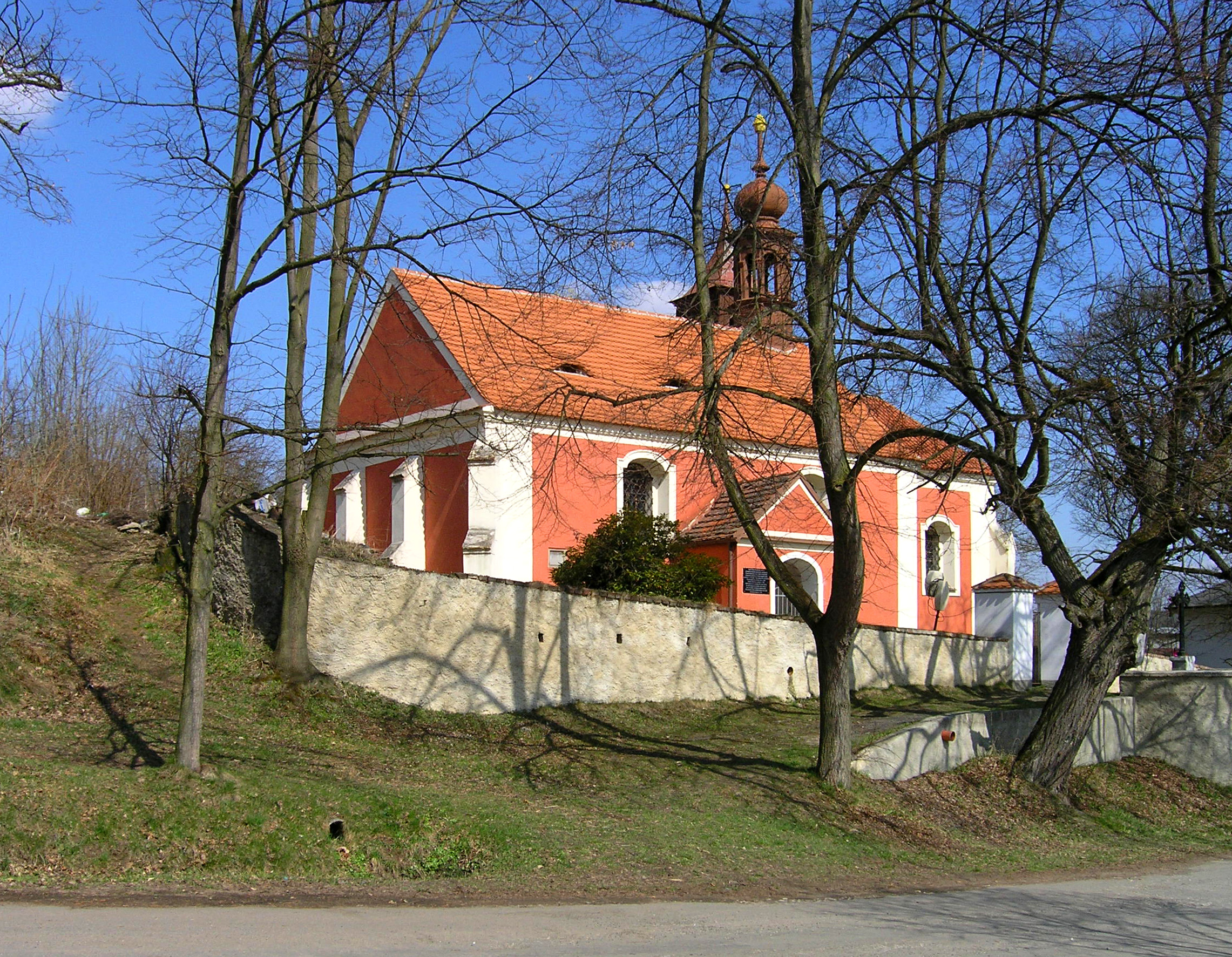
Kirche Mariä Himmelfahrt

Die erste urkundliche Erwähnung von Železná erfolgte im Jahre 1292, als König Wenzel II. das Dorf dem Bistum Prag überließ. Seit 1384 ist die Existenz einer Pfarrkirche nachweislich. Zu den Kirchgütern gehörte auch der westlich des Dorfes gelegene Wald Zádušní les. Seit dem 15. Jahrhundert erfolgte in der Umgebung des Dorfes Eisensteinbergbau; in der östlichen Umgebung, insbesondere um Malé Přílepy, wurde Steinkohle abgebaut. Kurz vor 1463 erwarben die Herren von Sternberg Železná. Sie schenkten das Dorf 1507 dem Domkapitel St. Veit auf der Prager Burg. Während des Ständeaufstandes von 1618 wurde Železná von den Protestanten konfisziert und gelangte nach der Schlacht am Weißen Berg wieder an das Kapitel zurück, in dessen Besitz es danach ohne Unterbrechung verblieb. Während des Dreißigjährigen Krieges wurde das Dorf verwüstet. Matriken werden in Železná seit 1664 geführt. im Jahre 1681 wurde die Kirche Mariä Himmelfahrt wiederhergestellt. Die Kirche in Hořelice gehörte bis 1698 als Filiale zur Pfarrei Železná. Die erste Erwähnung der Trivialschule erfolgte im Jahre 1711. Der Unterricht erfolgte in der dem Kantor gehörigen Chaluppe Nr. 6. 1841 wurde das neue Schulhaus eingeweiht.
Im Jahre 1843 bestand Železna aus 41 Häusern mit 372 Einwohnern. Unter herrschaftlichem Patronat standen die Pfarrkirche Mariä Himmelfahrt, die Pfarrei und die Schule. Außerdem gab es in Železna ein Wirtshaus. Bei dem Dorf wurde ein herrschaftlicher Kalksteinbruch betrieben. Železna war Pfarrort für Klein Přilep, Nenačowitz, Lhotka, Libečow, Chyniawa, Althütten und Hyskow. Bis zur Mitte des 19. Jahrhunderts blieb Železna der Herrschaft Chrasstian untertänig.
Nach der Aufhebung der Patrimonialherrschaften bildete Železná / Železna ab 1850 eine Gemeinde im Bezirk Smíchov und Gerichtsbezirk Unhošť. Ab 1893 gehörte Železná zum Bezirk Kladno und Gerichtsbezirk Unhošť. Zum Ende des 19. Jahrhunderts hatte das Dorf 412 Einwohner, darunter waren fünf Juden. In Železná bestanden zwei Ziegeleien und die 1868 errichtete Dampfmühle und -säge von František Raboch (Nr. 44). In der Dorfschule wurde zu dieser Zeit vierklassig unterrichtet. Die Kalkbrüche waren damals bereits stillgelegt. Zu Beginn des 20. Jahrhunderts brannte die Dampfmühle nieder, ihr Wiederaufbau erfolgte erst 1920. Später kaufte der Generaldirektor des Křižík-Werkes Reisinger die Mühle und ließ sie 1938 zu einer Villa im Schweizer Stil umbauen. Im Jahre 1932 hatte Železná 365 Einwohner. 1948 wurde die Gemeinde vom Okres Kladno in den Okres Beroun umgegliedert. Im selben Jahre ging der Wald Zádušní les aus dem Kirchenbesitz in Gemeindebesitz über. 1960 erfolgte die Eingemeindung von Lhotka. Zum 1. Januar 1980 wurde Železná nach Chyňava eingemeindet. Mit Beginn des Jahres 1992 bildet Železná wieder eine eigene Gemeinde.

## Sehenswürdigkeiten

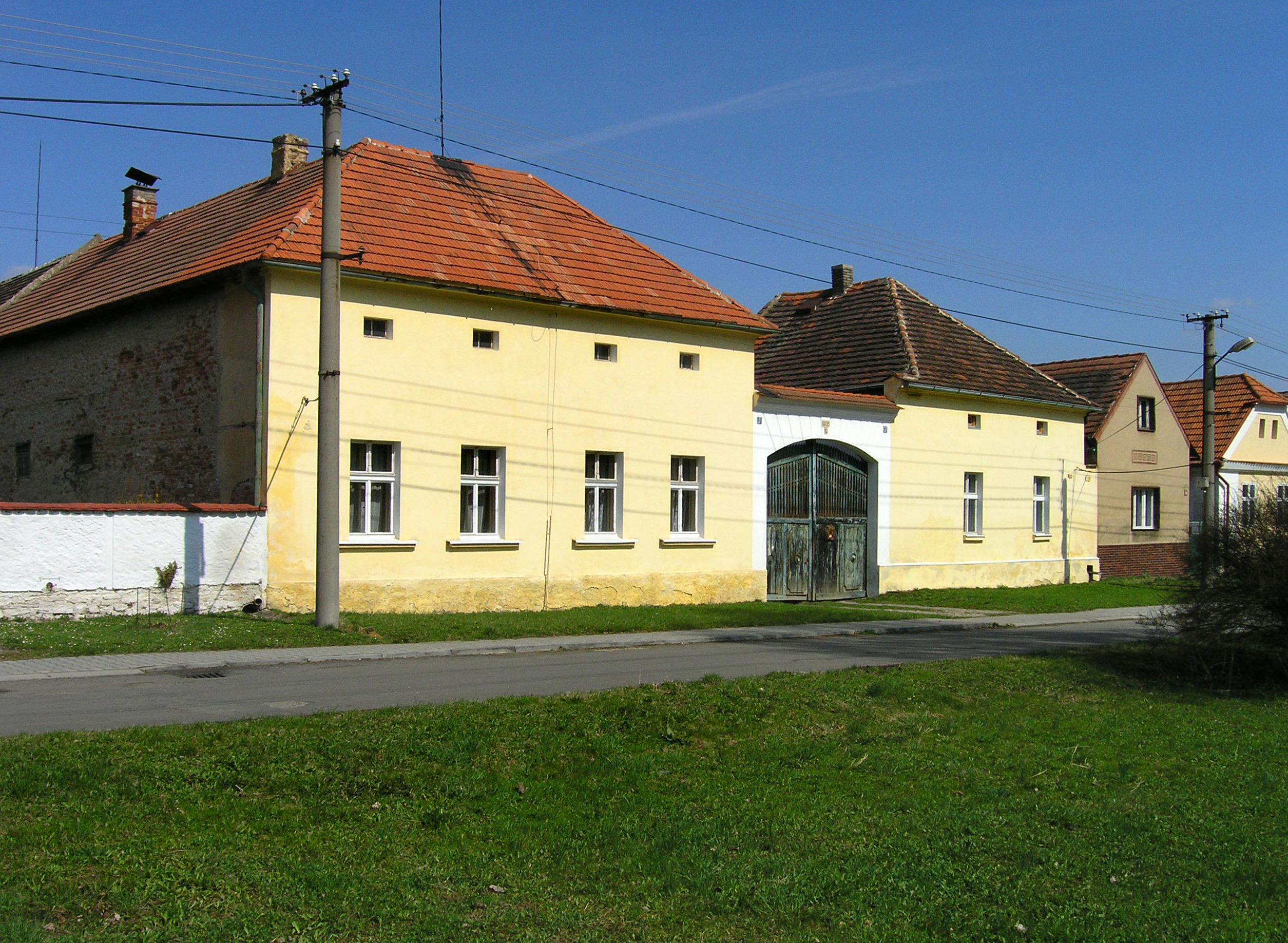
Gehöft am Dorfplatz

- Barocke Pfarrkirche Mariä Himmelfahrt, der aus dem 14. Jahrhundert stammende gotische Bau wurde 1681 wiederaufgebaut und 1777 umgestaltet. Sie befindet sich westlich des Dorfplatzes auf einer Anhöhe.
- Barockes Pfarrhaus, errichtet im Jahre 1777
- Geschützte Elsbeere und zwei Linden, die etwa 300 Jahre alten Bäume befinden sich vor der Kirche. Sie wurden vermutlich im Zuge der Barockisierung der Kirche gepflanzt.
- Dorfplatz mit Gehöften in Volksbauweise
- Speicherhaus Nr. 43
- Aussichtsturm Lhotka u Berouna, südlich des Dorfes